# Tonto Basin
Tonto Basin est une census-designated place du comté de Gila, dans l'État de l'Arizona, aux États-Unis. En 2020, elle compte une population de 1 444 habitants.